# Herb Jordanowa
Herb Jordanowa – jeden z symboli miasta Jordanów w postaci herbu.

## Wygląd i symbolika
Herb przedstawia w polu srebrnym trzy czarne rogi myśliwskie, jeden nad drugim; posiadają obręcze, ustniki i sznury złote. Herb szlachecki Trąby występuje też w postaci trzech trąb połączonych ustnikami. Taka forma przedstawiona jest na fasadzie dawnego sądu grodzkiego i obecnego ratusza, oraz na odrzwiach zakrystii miejscowego kościoła.
Herb nawiązuje do herbu rodziny Jordanów, która pieczętowała się herbem Trąby.

## Historia
W 1564 r. król Zygmunt August zezwolił wojewodzie krakowskiemu Spytkowi Wawrzyńcowi Jordanowi z Zakliczyna na założenie miasta Jordanowa („aby mógł w Ziemi Krakowskiej na surowym korzeniu w dobrach swoich we wsi Malejowa, założyć zbudować i wyposażyć nowe miasto zwane Jordanów”).
Herb ten został zatwierdzony 9 kwietnia 1937 r. przez MSW RP.